# Victor Karl Magnus
Freiherr Victor Karl von Magnus (ab 1853 „von Magnus“, * 13. September 1830 in Berlin; † 29. Juni 1872 in Potsdam) war deutscher Bankier und großbritannischer Generalkonsul.

## Herkunft
Er war ein Sohn des 1853 und 1869 nobilitierten Inhabers des Bankhauses F. Mart. Magnus, Friedrich Martin von Magnus (1796–1869) und der Franziska Maria Fränkel (1801–1841). Der preußische Diplomat Anton von Magnus war sein Bruder. Paul Julius Reuter (1816–1899) war sein Schwager.

## Leben
Magnus absolvierte eine Bankausbildung in Berlin. Er arbeitete im familiären Bankhaus seines Vaters. Mit dem Tod vom Bankier Friedrich Martin von Magnus (1796–1869) im Jahre 1869 ging die Geschäftsführung des Bankhauses Bankhaus F. Mart. Magnus auf seinen Sohn Victor über, der den Vater nur um dreieinhalb Jahre überlebte.
Zu den weitreichenden Entscheidungen Victor von Magnus’ gehörte der Eintritt in das Gründungskomitee der Deutschen Bank. Die von Bankier Adelbert Delbrück initiierte Errichtung einer großen deutschen Bank für den Überseehandel sollte die Abhängigkeit vom Londoner Finanzplatz überwinden. Magnus beteiligte sich mit 175.000 Talern am Aktienkapital. Dem ersten Verwaltungsrat gehörte er als Vorsitzender an. Die Gründung der Deutschen Bank 1870 wurde mit Skepsis und Argwohn begleitet, war es doch die erste Bank in Berlin, die als Aktiengesellschaft zugelassen wurde. Zusammen mit seinen Geschäftsfreunden Gustav Adolf Schön und Johann Eduard Langhans finanzierte er die Terraingesellschaft Rittergut Weißensee, die Bebauung von Berlin-Weißensee. Da trug ein Teil der heutigen Charlottenburger Straße (Berlin-Weißensee) bis 1878 auch den Namen Magnusstraße. Er zählte sowohl gesellschaftlich als auch geschäftlich zu den wichtigsten Persönlichkeiten in Berlin.
Victor von Magnus war auch als Generalkonsul in London tätig.
Als er 1872 ohne Nachkommen starb, gingen seine Geschäftsanteile auf die Erbengemeinschaft Magnus über. Diese ordnete die Eigentumsverhältnisse in der Weise, dass sie die beiden Cousins von Victor von Magnus, Paul Magnus (1845–1930) und Georg Magnus (1839–1924), als Nachfolger einsetzte und den langjährigen Prokuristen Friedrich August Schüler als Mitinhaber aufnahm. Bereits 1873 leitete Paul Magnus die Liquidation der Bank ein.

## Familie
Magnus heiratete am 23. November 1866 seine Cousine Christine Magnus, eine Tochter des Physikers Heinrich Gustav Magnus. Die Ehe war kinderlos.